# 3876 Quaide
A 3876 Quaide (ideiglenes jelöléssel 1988 KJ) a Naprendszer kisbolygóövében található aszteroida. Eleanor F. Helin fedezte fel 1988. május 19-én.